# OJ Da Juiceman
Otis Williams, Jr., más conocido como OJ Da Juiceman (nacido el 23 de noviembre de 1981 en Atlanta, Georgia) es un rapero norteamericano del sur. Es el fundador de la productora independiente 32 Entertainment. Es colaborador habitual con el que fuera su antiguo compañero de piso Gucci Mane.

## Comienzos
Otis Williams, Jr. creció con su madre soltera en el este de Atlanta, Georgia. Durante la década de los noventa, Williams conoció al rapero Gucci Mane, que vivía en el mismo bloque de apartamentos, más tarde colaborarían en varias ocasiones. Juiceman comenzó su carrera musical con Never Again Records. A raíz de la creación de su propio sello 32 Entertainment, se asoció con Gucci Mane, director ejecutivo de So Icey Entertainment. 32 Entertainment fue fundado en el año 2007 y tiene base en Georgia.

## Carrera musical
Juiceman recibió ocho disparos en abril de 2008 y realizó un espectáculo esa misma semana. El tiroteo ha puesto lo dejó con una cojera permanente. Juiceman lanzó más de una docena de mixtapes en torno a su, entonces, recién fundada productora 32 Entertainment. Tras firmar con Asylum Records, lanzó a la luz su álbum debut, The Otha Side of the Trap. El álbum incluye el sencillo "I'm Gettin' Money", y otro que contó con Gucci Mane, "Make Tha Trap Say Aye". Juiceman también apareció en el sencillo de Jadakiss; "Who's Real" y en el sencillo de R. Kelly "Supaman High".
En el 2010 se reveló que el título del segundo álbum de Juiceman sería The Story Otis Williams Jr.. En 2011 y 2012 Juiceman lanzó otro puñado de mixtapes, mientras que él promovía su sello independiente 32 Entertainment. Los mixtapes contaban con apariciones especiales de Young Scooter, Gorilla Zoe y otros. La producción fue manejada por Lex Luger, Metro Boomin, 808 mafia y más. Después de empezar una pelea en Twitter con Gucci Mane en septiembre de 2013, Juiceman decidió distanciarse por completo de Gucci dando por acabado su fuedo y su relación comercial. En 20 de septiembre de 2013, Juiceman reveló que su segundo álbum sería lanzado solo digitalmente, por 32 Entertainment. Vería la luz finalmente el 5 de diciembre del 2014, siendo un fracaso en ventas.

## Discografía

### Álbumes de estudio
| Título                      | Detalles | Posiciones | Posiciones | Posiciones | Posiciones |
| Título                      | Detalles | US         | US Heat    | US R&B     | US Rap     |
| --------------------------- | --- | ---------- | ---------- | ---------- | ---------- |
| The Otha Side of the Trap   | - Lanzado: 27 de enero del 2009 - Productora: 32 Ent., 1017 Brick Squad Records, Asylum Records - Formatos: CD, descarga digital | —          | 12         | 32         | 9          |
| The Otis Williams Jr. Story | - Lanzado: 5 de diciembre del 2014 - Productora: 32 Ent., 101 Distribution - Formatos: Descarga digital                          | —          | —          | —          | —          |

### Mixtapes
| Título                                      | Detalles |
| ------------------------------------------- | --- |
| On Da Come Up                               | - Lanzado: 2007 - Productora: 32 Ent. - Presentado por DJ Burn One - Formato: Descarga digital                                                   |
| Hood Classics Extra                         | - Lanzado: 2007 - Productora: 32 Ent. - Presentado por DJ Burn One - Formato: Descarga digital                                                   |
| Juice World                                 | - Lanzado: 2008 - Productora: 32 Ent. - Presentado por DJ Ace - Formato: Descarga digital                                                        |
| The Come Up Pt. 2                           | - Lanzado: 3 de agosto del 2008 - Productora: 32 Ent. - Presentado por DJ Mars - Formato: Descarga digital                                       |
| Culinary Art School                         | - Lanzado: 25 de octubre del 2008 - Productora: 32 Ent. - Presentado por DJ Drama - Formato: Descarga digital                                    |
| I Got The Juice                             | - Lanzado: 11 de diciembre del 2008 - Productora: 32 Ent. - Presentado por DJ Smallz - Formato: Descarga digital                                 |
| Guacamole World                             | - Lanzado: 21 de enero del 2009 - Productora: 32 Ent. - Presentado por Evil Empire - Formato: Descarga digital                                   |
| Still Serving Babies                        | - Lanzado: 4 de abril del 2009 - Productora: 32 Ent. - Presentado por DJ Me$$iah - Formato: Descarga digital                                     |
| Pt. 50 (con El Dorado Red)                  | - Lanzado: 21 de abril del 2009 - Productora: 32 Ent. - Presentado por DJ Bobby Black - Formato: Descarga digital                                |
| Bouldercrest Shawty                         | - Lanzado: 17 de agosto del 2009 - Productora: 32 Ent. - Presentado por Evil Empire - Formato: Descarga digital                                  |
| Swagworld & DJ jazz Presents OJ Da Juiceman | - Lanzado: 18 de agosto del 2009 - Productora: 32 Ent. - Formato: Descarga digital                                                               |
| Juice On The Loose                          | - Lanzado: 2 de septiembre del 2009 - Productora: 32 Ent. - Presentado por DJ Fletch - Formato: Descarga digital                                 |
| Alaska In Atlanta                           | - Lanzado: 2 de septiembre del 2009 - Productora: 32 Ent. - Presentado por DJ Holyday - Formato: Descarga digital                                |
| 6 Ringz                                     | - Lanzado: 2009 - Productora: 32 Ent. - Presentado por DJ Fletch - Formato: Descarga digital                                                     |
| O.R.A.N.G.E.                                | - Lanzado: 1 de febrero del 2010 - Productora: 32 Ent. - Presentado por DJ Drama - Formato: Descarga digital                                     |
| The Realest Nigga I Know                    | - Lanzado: 3 de julio del 2010 - Productora: 32 Ent. - Presentado por DJ Rell - Formato: Descarga digital                                        |
| Bouldercrest Day                            | - Lanzado: 2 de agosto del 2010 - Productora: 32 Ent. - Presentado por DJ Don Cannon - Formato: Descarga digital                                 |
| Juice On The Loose 2                        | - Lanzado: 20 de febrero del 2011 - Productora: 32 Ent. - Presentado por DJ Fletch & DJ Ken - Formato: Descarga digital                          |
| Culinary Art School 2                       | - Lanzado: 2 de marzo del 2011 - Productora: 32 Ent. - Presentado por DJ Ill Will & DJ Holiday - Formato: Descarga digital                       |
| Cook Muzik                                  | - Lanzado: 30 de mayo del 2011 - Productora: 32 Ent. - Presentado por DJ Ill Will & DJ Holiday - Formato: Descarga digital                       |
| R&B Juice                                   | - Lanzado: 20 de agosto del 2011 - Productora: 32 Ent. - Presentado por DJ Tephlon - Formato: Descarga digital                                   |
| 32. Ent (The Compilation)                   | - Lanzado: 30 de septiembre del 2011 - Productora: 32 Ent. - Presentado por DJ 5150 - Formato: Descarga digital                                  |
| Lord Of The Rings                           | - Lanzado: 23 de noviembre del 2011 - Productora: 32 Ent. - Presentado por DJ Don Cannon - Formato: Descarga digital                             |
| Cook Muzik 2: 100/1000                      | - Lanzado: 3 de julio del 2012 - Productora: 32 Ent. - Presentado por DJ 5150 - Formato: Descarga digital                                        |
| 32. Ent (The Compilation Pt. 2)             | - Lanzado: 31 de octubre del 2012 - Productora: 32 Ent. - Presentado por DJ 5150 - Formato: Descarga digital                                     |
| 6 Ringz 2 (The Playoffs Edition)            | - Lanzado: 2 de marzo del 2013 - Productora: 32 Ent. - Presentado por DJ 5150 - Formato: Descarga digital                                        |
| Juice World 2                               | - Lanzado: 3 de marzo del 2013 - Productora: 32 Ent. - Presentado por DJ Ace, DJ P Exclusives & DJ Ransom Dollars - Formato: Descarga digital    |
| Return Of Da Juiceman                       | - Lanzado: 31 de octubre del 2013 - Productora: 32 Ent. - Presentado por DJ Ace, DJ P Exclusives & DJ Ransom Dollars - Formato: Descarga digital |
| Alaska In Atlanta 2                         | - Lanzado: 28 de febrero del 2014 - Productora: 32 Ent. - Presentado por DJ Holiday - Formato: Descarga digital                                  |
| Clock Werk (with Cap.1)                     | - Lanzado: 27 de marzo del 2014 - Productora: 32 Ent. - Presentado por DJ E. Sudd, DJ Victoriouz & DJ Heretic - Formato: Descarga digital        |
| Kings of the Trap                           | - Lanzado: 17 de noviembre del 2014 - Productora: 32 Ent. - Presentado por DJ Scream, DJ Woogie & DJ Heretic - Formato: Descarga digital         |
| The Realest Nigga I Know 2                  | - Lanzado: 4 de mayo del 2014 - Productora: 32 Ent. - Presentado por DJ Rell - Formato: Descarga digital                                         |
| The Otis Williams Jr. Story                 | - Lanzado: 31 de octubre del 2015 - Productora: 32 Ent., 101 Distribution - Formato: Descarga digital                                            |
| 6 Ringz 3                                   | - Lanzado: 5 de diciembre del 2015 - Productora: Trap-A-Holics Music Group Inc. - Formato: Descarga digital                                      |

### Singles
| Año  | Canción                                                  | Posición | Posición | Posición | Álbum                       |
| Año  | Canción                                                  | U.S.     | U.S. R&B | U.S. Rap | Álbum                       |
| ---- | -------------------------------------------------------- | -------- | -------- | -------- | --------------------------- |
| 2008 | "Make tha Trap Say Aye" (feat. Gucci Mane)               | 108      | 22       | 13       | The Otha Side of the Trap   |
| 2014 | "Move Something" (featuring Gucci Mane & Bankroll Fresh) | —        | —        | —        | The Otis Williams Jr. Story |

### Como colaborador
| Año  | Canción                                                                         | Posiciones | Posiciones | Posiciones | Álbum                              |
| Año  | Canción                                                                         | U.S.       | U.S. R&B   | U.S. Rap   | Álbum                              |
| ---- | ------------------------------------------------------------------------------- | ---------- | ---------- | ---------- | ---------------------------------- |
| 2009 | "Stupid" (Playaz Circle feat. OJ da Juiceman)                                   | —          | 101        | —          | Flight 360: The Takeoff            |
| 2009 | "Supaman High" (R. Kelly feat. OJ da Juiceman)                                  | —          | 46         | —          | Untitled                           |
| 2009 | "Ridiculous" (DJ Drama feat. Gucci Mane, Yo Gotti, Lonnie Mac & OJ da Juiceman) | —          | 104        | —          | Gangsta Grillz: The Album (Vol. 2) |
| 2009 | "Who's Real" (Jadakiss feat. Swizz Beatz & OJ da Juiceman)                      | —          | 39         | 19         | The Last Kiss                      |

### Apariciones especiales
| Título                                        | Año  | Otro artista(s)                                                        | Álbum                                                 |
| --------------------------------------------- | ---- | ---------------------------------------------------------------------- | ----------------------------------------------------- |
| "I Am The Man"                                | 2008 | B.o.B, Bun B                                                           | B.o.B vs. Bobby Ray                                   |
| "Keep It Hood"                                | 2009 | Project Pat                                                            | Real Recognize Real                                   |
| "Helluvalife"                                 | 2009 | Gorilla Zoe, Gucci Mane                                                | Don't Feed da Animals                                 |
| "Who's Real"                                  | 2009 | Jadakiss, Swizz Beatz                                                  | The Last Kiss                                         |
| "Ridiculous"                                  | 2009 | DJ Drama, Gucci Mane, Yo Gotti, Lonnie Mac                             | Gangsta Grillz: The Album (Vol. 2)                    |
| "Walking On Ice"                              | 2009 | Twista, Gucci Mane                                                     | Category F5                                           |
| "In the Kitchen"                              | 2009 | Killer Mike                                                            | Underground Atlanta                                   |
| "Show Em"                                     | 2009 | D-Block                                                                | No Security                                           |
| "Count Them #"                                | 2009 | Rich Boy, Supa Villain, Al Myte                                        | Kool-Aid Kush & Convertibles                          |
| "Damn"                                        | 2009 | Waka Flocka Flame                                                      | Salute Me or Shoot Me 2                               |
| "Stupid"                                      | 2009 | Playaz Circle                                                          | Flight 360: The Takeoff                               |
| "Real As They Get"                            | 2009 | Gucci Mane, Waka Flocka Flame                                          | Burrrprint: 3D (The Movie: Part 3)                    |
| "Flexxin'"                                    | 2009 | Waka Flocka Flame, Gucci Mane, David Blayne                            | Streets R Us                                          |
| "Supaman High"                                | 2009 | R. Kelly                                                               | Untitled                                              |
| "Please Wait"                                 | 2009 | Wooh da Kid, Waka Flocka Flame                                         | Pressure                                              |
| "Choppa Loose"                                | 2009 | Wooh da Kid                                                            | Pressure                                              |
| "Gingerbread Man"                             | 2009 | Gucci Mane                                                             | The State vs. Radric Davis                            |
| "Bricks"                                      | 2009 | Gucci Mane, Yo Gotti                                                   | The State vs. Radric Davis                            |
| "Keep It Hood"                                | 2010 | DJ Kay Slay, Papoose, Yo Gotti                                         | More Than Just a DJ                                   |
| "Same S**t" (Remix)                           | 2010 | Slim Dunkin, Waka Flocka Flame                                         | Built 4 Interrogation                                 |
| "Buy the Whole Thang"                         | 2010 | French Montana                                                         | Mac & Cheese 2                                        |
| "Bussin Down Bricks"                          | 2010 | Frenchie                                                               | The Chicken Room                                      |
| "Raised In the Ghetto"                        | 2010 | Ya Boy                                                                 | Street Legend                                         |
| "F**k with Me"                                | 2010 | Da Kid, Slim Dunkin, Parlae, Kebo Gotti                                | Bad Boys                                              |
| "Coca Coca"                                   | 2010 | Gucci Mane, Rocko, Waka Flocka Flame, Shawty Lo, Yo Gotti, Nicki Minaj | Burrrprint (2) HD                                     |
| "I Wanna Rock" (Interstate Trafficking Remix) | 2010 | DJ Green Lantern, Snoop Dogg, Roscoe Dash, Rick Ross, Yo Gotti, Maino  | Nigga                                                 |
| "AK AK Loaded"                                | 2010 | Spice 1, Teezio                                                        | Hallowpoint                                           |
| "Im Heavy"                                    | 2011 | Tha City Paper                                                         | DOPaminE                                              |
| "This Is What I Do"                           | 2011 | Gucci Mane, Waka Flocka Flame                                          | The Return of Mr. Zone 6                              |
| "Let's Eat"                                   | 2011 | YG Hootie                                                              | Red Zepplin                                           |
| "Tipsy Texting"                               | 2011 | Kafani, Bobby V                                                        | Lifestyles of the Rich & Famous                       |
| "I Do That"                                   | 2011 | Kafani, Bobby V                                                        | Lifestyles of the Rich & Famous                       |
| "Q&A"                                         | 2011 | Mistah F.A.B.                                                          | The Grind Is a Terrible Thing to Waste, Pt. 2         |
| "Chickens Go for 30"                          | 2011 | Wooh da Kid, Gucci Mane                                                | Strap-a-Holics                                        |
| "Jackboyz"                                    | 2011 | Wooh da Kid, Gucci Mane                                                | Strap-a-Holics                                        |
| "Please Wait"                                 | 2011 | Wooh da Kid, Waka Flocka Flame                                         | Late Night Grind, Vol. 5: Best of Wooh Da Kid Edition |
| "For the Hood"                                | 2011 | Bo Deal, Marc Alonzo, Paperboy                                         | The Chicago Code 2                                    |
| "Hella Right"                                 | 2011 | Kay-O Redd                                                             | YNS: The Rise of the Sykho Soulja                     |
| "Money"                                       | 2012 | 40 Glocc, Chamillionaire                                               | New World Agenda                                      |
| "My Plug Love Me"                             | 2012 | JT the Bigga Figga                                                     | Conflict of Interest                                  |
| "Ea 93"                                       | 2012 | Kayo Redd                                                              | YNS 2: Full Time Grind                                |
| "Sane Into Insane"                            | 2012 | Kayo Redd                                                              | YNS 2: Full Time Grind                                |
| "Coulda Bought A Jet"                         | 2012 | Chief Keef                                                             | 123                                                   |
| "Push It to the Limit"                        | 2012 | Cartel MGM                                                             | The White Brick Road                                  |
| "Street Lights"                               | 2013 | Young Scooter, Gucci Mane                                              | Street Lottery                                        |
| "Well Damn"                                   | 2013 | Young Rhome                                                            | Perfectly Flawed                                      |
| "Don't Needa Know"                            | 2013 | Cartel MGM                                                             | Money, Power, Respect                                 |
| "All These Bitches"                           | 2013 | Gucci Mane, Chief Keef                                                 | Diary Of A Trap God                                   |
| "Stash House"                                 | 2013 | Gucci Mane                                                             | Diary Of A Trap God                                   |
| "Stealing"                                    | 2013 | Gucci Mane                                                             | 000                                                   |
| "In Love With The Money"                      | 2013 | Peter Jackson, RiFF RaFF                                               | Good Company                                          |